# Madeleine de Médicis
Madeleine de Médicis (1473-1519) est une aristocrate florentine, fille de Laurent de Médicis.

## Biographie
Née à Florence, elle reçoit une éducation humaniste grâce à des précepteurs comme Ange Politien. En février 1487, elle est fiancée à Franceschetto Cybo, fils illégitime du pape Innocent VIII. Elle est mariée en janvier 1488 avec une dot de 4000 ducats. Cette alliance renforce les liens entre sa famille et le Vatican, aidant par là même son frère Giovanni (futur pape Léon X) à être ordonné cardinal. Elle joue de son influence avec son père, son frère Pierre et le pape pour aider ses amis et des personnes de conditions plus modestes à obtenir de l'aide ou des postes au sein de l'église et des gouvernements.
En 1488, elle acquiert une cure thermale à Stigliano, le rénovant et en en faisant un lieu convoité.
Madeleine vit à Rome après l'élection de son frère Giovanni comme pape sous le nom de Léon X en 1513. Peu de temps après cette élection, le pape Léon nomme Innocent, le fils de Madeleine, à la fonction de cardinal. Celle-ci reçoit la nationalité romaine et une pension de son frère en 1515. Elle travaille à l'ascension sociale de sa famille et plus particulièrement aux unions de ses enfants à d'autres familles nobles. Elle continue son rôle d'influence, négociant avec le pape Léon et son neveu Laurent pour la protection, l'entretien et la libération de prison de ses proches. Elle meurt à Rome et est enterrée à la basilique Saint-Pierre par ordre de son cousin, le pape Clément VII.

## Descendance
Franceschetto et Madeline ont sept enfants :
1. Lucrezia Cybo (1489–1492) ;
2. Clarice Cybo (1490–1492) né déformé, meurt en bas âge ;
3. Innocenzo Cybo (1491–1550), Cardinal ;
4. Laurent Cybo (1500–1549) Duc de Ferentillo, marié à Ricciarda Malaspina et fondateur de la famille Cybo-Malaspina  ;
5. Caterina Cybo (1501–1557), mariée au Duc de Camerino ;
6. Ippolita Cybo (1503–1503) ;
7. Giovanni Battista Cybo (1505–1550).